# Wirtschaftswunder
Wirtschaftswunder (økonomiske mirakel) er den tyske betegnelse for den hurtige genopbygning og det vedvarende økonomiske opsving, der indtraf i Vesttyskland efter møntreformen i 1948.

## Forudsætninger for Wirtschaftswunder

### Myten om Stunde Null
Det meste af Vesttyskland lå i ruiner efter 2. verdenskrig. Byer var udbombede, infrastrukturen fungerede meget dårligt og et stort antal flygtninge fra de tidligere tyske provinser østpå krævede store ressourcer. Betingelserne for et økonomisk mirakel syntes på den baggrund at have været meget elendige. Man betegner også tit den tyske situation umiddelbart efter 2. verdenskrig som "Stunde Null" (nulte time), forstået sådan, at alt skulle bygges op fra starten af igen.
Selvom der vitterligt var tale om store ødelæggelser som følge af krigen, så var den tyske industri alligevel ikke helt smadret. Flere steder var industriområder nærmest uberørte og kunne umiddelbart efter krigen fortsætte produktionen. "Stunde Null"-begrebet klassificeres derfor ofte som en myte.

### Afsked med Morgenthauplanen
Morgenthauplanen var en amerikansk plan, der i de første år efter 2. verdenskrig styrede især den amerikanske besættelsespolitik. Den gik i korte træk ud på, at Tyskland skulle "straffes" for deres forbrydelser i 2. verdenskrig. Man ville forhindre endnu engang at skulle kæmpe mod den sovende tyske kæmpe ved at fjerne muligheden for tysk økonomisk og industriel fremgang. I disse første år blev tysk industri mange steder afmonteret, tyske patenter blev taget til USA eller England og tyske foretagender blev i mange tilfælde mere eller mindre direkte forhindret i at vokse.
Denne revanchistiske plan blev endegyldigt droppet i løbet af 1947, hvor man indså, at man ikke i længden ville opnå noget med den plan. Især foranlediget af Lucius D. Clay startede man nu på at hjælpe Vesttyskland med at opbygge en sund og god økonomisk struktur.

### Møntreform
Währungsreform eller møntreformen i 1948 var den helt afgørende forudsætning for en økonomisk genopbygning, men den havde også store politiske konsekvenser i forholdet mellem øst og vest. Med møntreformen erstattede D-marken den tidligere Reichs-mark og samtidig blev markedet frigivet og rationeringen af varer ophævet. Modsat mange forudseelser var det vesttyske marked meget hurtigt i stand til at levere de fleste varer, blot tre år efter krigens afslutning.

## Social markedsøkonomi
Allerede kort tid efter krigen begyndte man at diskutere, hvordan man skulle bygge den nye vesttyske økonomi op. I Tyskland havde der i modsætning til de mere liberale England og USA altid været tradition for en meget stor statslig indblanding i økonomien. Sågar det ellers højreorienterede, liberale CDU vedtog i 1947 at gå efter en statsliggørelse af store dele af økonomien, herunder råstofindustrien. Disse halvsocialistiske ideer fandt dog ikke gehør hos den amerikanske general Lucius D. Clay, der som militærguvernør havde det overordnede administrative ansvar for de tyske anliggender. Han mente at den tyske økonomi kun kunne komme i gang med en liberal markedsøkonomisk ordning.
Med valget af Ludwig Erhard som direktør for den økonomiske forvaltning for besættelseszonerne havde tilhængerne af en fri markedsøkonomi sejret. Den frie markedsøkonomi fik navnet "Social markedsøkonomi" fordi man ville skabe et frit marked uden statslig indgriben, men at staten ville blande sig der, hvor mennesket kom i klemme og skulle have hjælp. Staten skulle have til opgave at ændre socialt uacceptable forhold som markedet måtte komme til at skabe.

## Marshallplanen
Blandt andet foranlediget af Lucius D. Clay blev Marshallhjælpen også givet til Vesttyskland. Østtyskland blev ligesom resten af østblokken af Sovjetunionen nægtet at få del i pengene.
Modsat den gængse forestilling er det blandt forskere alment accepteret, at Marshallhjælpen i hvert fald i det tyske tilfælde langt fra havde den betydning som den ofte er blevet tillagt. Vesttyskland fik for det første langt færre penge pr. indbygger end andre lande, og for det andet voksede nærliggende økonomier, der havde fået flere penge, langsommere end den tyske. Økonomisk set var Marshallhjælpen altså ikke en betydende faktor for Wirtschaftswunder, men den moralske og propagandamæssige værdi var uvurderlig. Tyskerne følte sig påskønnet af USA, hvilket var en vigtig faktor i den spirende kolde krig.